# Pepsi Cool Cans

Hai Pepsi với thiết kế Neon xếp chồng lên nhau. Có thể thấy được chữ SEX ẩn trong thiết kế.

Pepsi Cool Cans là tên của 4 vỏ lon được thiết kế khác nhau trong chiến dịch quảng cáo của PepsiCo năm 1990. Thiết kế này được biết đến rộng rãi khi người ta tìm thấy chữ SEX ẩn ở trong thiết kế đó.

## Lịch sử
PepsiCo phân phối phiên bản giới hạn Pepsi Cool Cans tại Hoa Kỳ vào năm 1990, trong khoảng thời gian từ ngày Tưởng niệm Chiến sĩ trận vong đến ngày Độc lập Hoa Kỳ. Chương trình khuyến mãi này đánh dấu sự thay đổi đầu tiên trong thiết kế vỏ lon Pepsi kể từ năm 1979. Sự kiện này xảy ra trong thời kỳ "Chiến tranh Cola", trùng với thời điểm chiến dịch MagiCans của đối thủ Coca-Cola bị hủy bỏ. Pepsi Cool Cans với bốn thiết kế vỏ lon, được đặt tên là Confetti, Sunglasses, Neon và Motifs.  Đợt ra mắt nhằm thu hút thị trường với lứa tuổi thanh thiếu niên vốn là mọt một phần trong chiến lược đổi thương hiệu Pepsi, bao gồm thay đổi logo. PepsiCo có các nỗ lực nhằm đưa suy nghĩ Pepsi là thức uống dành cho giới trẻ, và ngược lại Coca-Cola dành cho người già.

## Tranh cãi chữ cái ẩn
Sau khi Pepsi Cool Cans được phát hành, nhiều người dùng để ý rằng khi để hai lon Pepsi với thiết kế Neon xếp chồng lên nhau và hai lon được căn chỉnh theo một cách nhất định sẽ thấy từ SEX trên vỏ lon. Một số phụ huynh có khiếu nại với PepsiCo, nhưng một phát ngôn viên của công ty đã bác bỏ điều này: "Tôi cho là nếu quý vị ngắm đủ lâu những đám mây bay trên bầu trời, quý vị sẽ tưởng tượng thấy những hình ảnh và dòng chữ mà người khác không thể thấy."  Một phát ngôn viên khác nói rằng chữ cái ẩn chỉ là "sự trùng hợp thuần túy". Tuy nhiên cuối cùng, do đơn khiếu nại khá nhiều khiến PepsiCo ngừng phân phối lon, nhưng chiến dịch vẫn được xem là thành công vì doanh số bán hàng tăng 20%.
Nếu thực sự không có chữ cái được in một cách ẩn ý trên vỏ lon thiết kế kiểu Neon (như PepsiCo khẳng định), thì đây là một ví dụ về ảo giác pareidolia (ảo giác khuôn mặt), một dạng ảo giác apophenia (hiện tượng tâm lý thích liên tưởng các hình ảnh và suy ra ý nghĩa của nó).